# 데이비드 클락
데이비드 클락(David Millar Clark, CBE, FBA, FMedSci, FAcSS 1954년 8월 20일 ~ )는 영국의 심리학자이다. 2011년부터 옥스포드 대학교에서 심리학 교수로 재직했으며 보건부 국립 임상 고문이기도 하다.
그의 임상 연구 및 실습은 주로 불안 장애에 대한 인지 모델(cognitive models) 및 인지 치료(cognitive therapy) 개발에 중점을 두었다.
클락(Clark)은 경제학자 리차드 라바드(Richard Layard)와 함께 2003년부터 심리 치료 접근성 개선 프로그램을 개발하고 구현하는 데 중요한 역할을 했다.

## 인지 모델
인지 모델에 따르면 오류적 믿음(Intermediate belief)에 따른 재앙화의 자동적 사고(Automatic thought)인 순환과정에 대한 수정 및 반증 효과 그리고 노출효과를 고려할 수 있다.

## 같이 보기
- 취약성-스트레스 모델